# Has Naruk
Has Naruk ist ein osttimoresischer Ort im Sucos Cowa (Verwaltungsamt Balibo, Gemeinde Bobonaro). Er liegt im Südwesten Cowas, in der Aldeia Rai Luli, auf einer Meereshöhe von 299 m. Die Hauptstraße des Sucos endet hier. Im Nordosten liegt das Nachbardorf Weono. Westlich von Has Naruk fließt ein Nebenfluss des Talau, der Grenzfluss zu Indonesien.
In Has Naruk stehen nebeneinander Stützpunkte der Zollbehörde Osttimors, der Verteidigungskräfte (F-FDTL), der Grenzpolizei (UPF) und der Polizei für Spezialoperationen (Companhia de Operações Especiais COE).